# Ернст Гюнтер (Шлезвиг-Холщайн-Зондербург-Августенбург)
Ернст Гюнтер фон Шлезвиг-Холщайн-Зондербург-Августенбург (на немски: Ernst Günther von Schleswig-Holstein-Sonderburg-Augustenburg; * 14 октомври 1609, Зондерборг (Sønderborg), Дания; † 18 януари 1689, дворец Августенборг, Дания) от странична линия на Дом Олденбург, е първият херцог и основател на линията Шлезвиг-Холщайн-Зондербург-Августенбург (1647 – 1689).

## Живот
Той е третият син на херцог Александер фон Шлезвиг-Холщайн-Зондербург (1573 – 1627) и съпругата му графиня Доротея фон Шварцбург-Зондерсхаузен (1579 – 1639), единствената дъщеря на Йохан Гюнтер I фон Шварцбург-Зондерсхаузен и принцеса Анна фон Олденбург.  По бащина линия е внук на херцог Йохан и правнук на датския и норвежкия крал Кристиан III.
Ернст Гюнтер се жени в Копенхаген на 15 юни 1651 г. за принцеса Августа фон Шлезвиг-Холщайн-Зондербург-Глюксбург (1633 – 1701), дъщеря на херцог Филип фон Шлезвиг-Холщайн-Зондербург-Глюксбург и принцеса София Хедвига фон Саксония-Лауенбург, дъщеря на херцог Франц II фон Саксония-Лауенбург.
През 1660 г. (престрояване 1770 – 1776) херцог Ернст Гюнтер основава дворец Августенборг и го нарича на съпругата си Августа. Дворецът Авустенборг става главно седалище на херцогската фамилия фон Августенборг. Той и фамилията му са титулар херцози.

## Деца
Ернст Гюнтер и Августа имат 10 деца:
- Фридрих (1652 – 1692), женен за Анна Христина Беройтер[5]
- София Амалия (1654 – 1655)
- Филип Ернст (1655 – 1677)
- София Августа ((*/† 1657)
- Луиза Шарлота (1658 –1740), омъжена 1685 за херцог Фридрих Лудвиг фон Шлезвиг-Холщайн-Зондербург-Бек (1653 – 1728)
- Ернестина Юстина (1659 – 1662)
- Ернст Август (1660 – 1731), женен 1695 за графиня Мария Терезия фон Вайнберг-Фелбрюк († 1712)[6]
- Доротея Луиза (1663 – 1721), 1686 – 1721 абатиса на Итцехое
- дете († 1665)
- Фридрих Вилхелм (1668 – 1714), женен 1694 за графиня София Амалия фон Алефелд цу Лангеланд (1675 – 1741)